# Ascalaphus barbarus
Ascalaphus barbarus är en insektsart som först beskrevs av Carl von Linné 1767.  Ascalaphus barbarus ingår i släktet Ascalaphus och familjen fjärilsländor. Inga underarter finns listade i Catalogue of Life.